# Kitaj nyelv
A kitaj nyelv az egykor a kitajok által beszélt holt nyelv. Az agglutináló nyelvek közé tartozik, H. Franke szerint mandzsu–tunguz, Ligeti Lajos és Činggeltei szerint mongol, Kara György szerint a mongollal rokon nyelv.
A Liao történetében (遼史) szereplő kínai átírásos kitaj szavak nagy segítséget nyújtottak a kitaj írás és nyelv kutatásában is. A szavak egy része a dahúrral mutat rokonságot:
| 曷朮   | qašū  | vas            | (dahúr qasō)                                                                                                 |
| 爪     | jau   | száz           | (dahúr jao, mongol jaγun, halha zuu / zuun)                                                                  |
| 尀     | po    | idő            | (középmongol hon, mongol on, dzsürcsi és mandzsu fon)                                                        |
| 賽咿児 | sair  | hold           | (mongol saran, dahúr sarōl, halha sar/saran)                                                                 |
| 稍瓦   | šawā  | ragadozó madár | (dahúr šogoo „sólyom”, halha šuwuu/šuwun “madár”)                                                            |
| 炒伍侕 | čawur | harc           | (MTT čaudquri, középmongol ča’ur, halha cereg cuur “hadsereg”, dzsürcsi čaurxa > mandzsu čooxa > dahúr čwag) |
| 匋裏   | taul  | nyúl           | (mongol taulai, dahúr taul’ vagy taulē, halha tuulai)                                                        |

Az eddig megfejtett kitaj jelek kiejtésének vagy jelentésének birtokában eddig csak főleg kínai méltóságneveket, személyneveket tudtak elolvasni, teljes mondat megfejtése még várat magára.
A nyelvemlékek között találni sírfeliratokat, bronztükrök, edények és festmények feliratait, pecséteket, paidzékat és téglák feliratait. A Liao dinasztiában könyveket is nyomtattak kitaj nyelven.  1974-ben egy Shanxi tartománybeli buddhista templomban találták meg a Dazangjing (大蔵経) című mű kis kitaj írásos változatát; a  „nagy kitaj írásos” változatot az utóbbi néhány évben találták meg Hebei tartományban.

### Magyar nyelvű
- Birtalan Ágnes: Kitaj.  A világ nyelvei.  Szerk. Fodor István.  Akadémiai Kiadó, 1999
- Kara György: Hit, hatalom és írás a mongol világban.  Elektronikus kiadás: Terebess
- Ligeti Lajos: A kitáj nép és nyelv. Magyar Nyelv 23., 1927

### Angol nyelvű
- Kara, György: Books of the Mongolian Nomads. Indiana University Bloomington Research, Institute for Inner Asian Studies, 2005
- Kara, György: On the Khitan Writing  systems. Mongolian  Studies 10., 1986

### Mongol nyelvű
- Цэвэлийн Шагдарсүрэн:  Монголчуудын үсэг бичигийн товчоон. Улаанбаатар, 2001

### Japán nyelvű
- 西田龍雄: アジア古代文字の解読　中公文庫2002年
- 斎藤純男: 中期モンゴル語の文字と音声   松香堂, 2003